# Schorn (Familienname)
Schorn ist ein deutscher Familienname.

## Namensträger
- Adelheid von Schorn (1841–1916), deutsche Schriftstellerin
- Carl Schorn (1818–1900), deutscher Jurist und Politiker
- Christine Schorn (* 1944), deutsche Schauspielerin
- Daniel Schorn (* 1988), österreichischer Radrennfahrer
- Franz Joseph Schorn (1834–1905), deutscher Orgelbauer
- Fritz Schorn (1919–2004), österreichischer Politiker (SPÖ)
- Henriette von Schorn (H. Nordheim; 1807–1869), deutsche Dichterin, Märchensammlerin und Salondame
- Hildegard Schorn (* 1947), österreichische Politikerin
- Jean Schorn (Radsportler, 1901) (1901–1973), deutscher Radrennfahrer
- Jean Schorn (Radsportler, 1912) (1912–1994), deutscher Bahnradsportler
- Johann Schorn (Geigenbauer) (1658–1718), österreichischer Geigenbauer
- Johann Schorn (Politiker) (1845–1914), österreichischer Politiker
- Johann Schorn (Fußballspieler) (* 1940), österreichischer Fußballtorhüter
- Johann Joseph Schorn (1684–1758), österreichischer Geigenbauer
- Johann Paul Schorn (1682–1758), österreichischer Geigenbauer, Komponist und Violinist
- Josef Schorn (1855–1912), slowenisch-österreichischer Philologe, siehe Joseph Šorn
- Josef Schorn (Lehrer) (1855–1937), österreichischer Lehrer und Naturwissenschaftler
- Josef Schorn (Mediziner), deutscher Mediziner
- Joseph Schorn (Politiker) (1856–1927), deutscher Politiker (Zentrum)
- Joseph Schorn (Josef-Peter Schorn; 1911–1994), deutscher Schauspieler, siehe Joe Schorn
- Julius Schorn (1920–1964), deutscher Pathologe
- Karl Schorn (Maler) (1800–1850), deutscher Maler und Schachspieler
- Karl Schorn (Schriftsteller) (1893–1971), deutscher Schriftsteller
- Klaus Schorn (1934–2023), deutscher Handballmanager
- Ludwig von Schorn (1793–1842), deutscher Kunsthistoriker und Publizist
- Luise Schorn-Schütte (* 1949), deutsche Historikerin und Hochschullehrerin
- Matthias Schorn (* 1982), österreichischer Klarinettist
- Matthias Schorn (Maler) (1933–), deutscher Maler, Organist und Chorleiter
- Patrick Schorn (* 1986), deutscher Schauspieler
- Peter Schorn (* 1978), italienischer Schauspieler
- Stefan Schorn (* 1971), deutscher Altphilologe
- Steffen Schorn (* 1967), deutscher Jazzmusiker
- Stephan Schorn (* 1975), deutscher Einzelhandelskaufmann und autodidaktischer Entomologe
- Theobald Schorn (1866–1915), deutscher Maler
- Thorsten Schorn (* 1976), deutscher Moderator
- Uta Schorn (Schauspielerin) (* 1947), deutsche Schauspielerin
- Uta Schorn (Turnerin) (* 1957), deutsche Turnerin
- Vincent Schorn (* 1997), deutscher Kickboxer
- Wilhelm Schorn (1895–1968), deutscher Bauingenieur
- Wilhelm Eduard Schorn (1806–1857), deutscher Kunsthistoriker